# 木下達生
木下 達生（きのした たつお、1987年11月28日 - ）は、愛知県名古屋市緑区出身の元プロ野球選手（投手）。右投右打。

## 経歴

### プロ入り前
少年時代から大の中日ドラゴンズファンで、特に川上憲伸のファンであった。リトルリーグ時代は自ら希望して川上と同じ背番号11をつけた。中京大中京高校のセレクションを受けるも不合格となり、東邦高校に一般入部。2年生となった2004年春に1学年上の岩田慎司の控え投手として第76回選抜高等学校野球大会に出場も登板なし。3年生となった2005年春にはエースとして水野祐希とバッテリーを組み、第77回選抜高等学校野球大会でチームをベスト8に導いた。同年秋の高校生ドラフト会議で北海道日本ハムファイターズから3巡目指名を受けた。事前に日本ハム側から指名挨拶がなかったことと、自身が地元で大ファンであった中日入りを希望していたことで入団交渉は難航したが、最終的には日本ハム側の熱意が通じ合意する形となった。

### 日本ハム時代
ルーキーイヤーの2006年8月に一軍昇格しチームが優勝争いをする中、2試合に先発した。2年目の2007年は開幕は二軍スタートだったが、5月に一軍へ昇格。この年初登板となった5月19日の対福岡ソフトバンクホークス戦でプロ初完投、初完封で初勝利をマーク。その後先発ローテーションに入り、5試合で防御率2.40の数字を残すが6月20日に故障のため登録抹消。以降二軍でも登板はなく、一軍へ昇格することはできなかった。現役引退を明らかにした時、本人は「2年目の途中の脇腹痛以来、体が思う様に動かず、イップスにもなった」と振り返った。
2010年10月1日に球団から戦力外通告を受けたが、本人は現役続行を望み12球団合同トライアウトに参加した。
その後、中日ドラゴンズより入団テストのオファーがあり秋季練習に参加。11月19日に中日からテストの合格と育成選手として契約を結ぶことが発表された。その後、自費でドミニカのウィンターリーグの練習に参加した。

### 中日時代
2011年7月15日に支配下選手登録され、2日後の7月17日の対広島戦で4シーズンぶりに一軍登板を果たした。しかし、一軍での登板はこの1試合に終わり、11月11日に2年連続2度目の戦力外通告を受けた。

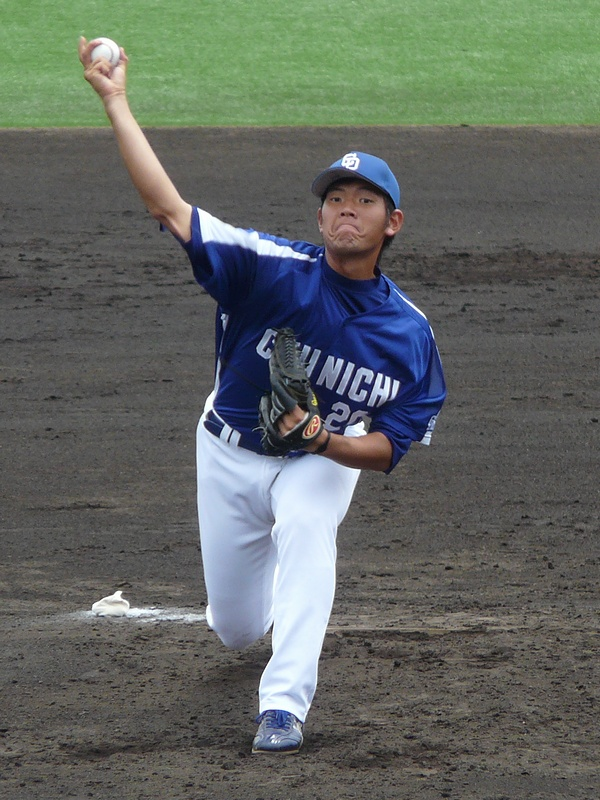
中日ドラゴンズ時代
(2011年6月15日)

2011年11月24日、2年連続で12球団合同トライアウトを受験。この模様はTBS系「プロ野球戦力外通告・クビを宣告された男達」でも特集された。翌25日、高校時代にバッテリーを組んでいた水野の所属する東京ヤクルトスワローズに入団することが発表された。

### ヤクルト時代
2012年は1軍登板が無く、二軍でも11試合の登板に終わり、10月2日に3年連続で戦力外通告を受ける。その後、12球団合同トライアウトに参加したが、12月26日に自身のブログで現役引退を発表した。

### 引退後
引退直後、高校野球指導者を目指して愛知東邦大学人間健康学科に入学。指導資格を得た2014年3月より東邦高校のコーチを務めるが、身分は大学生であったためボランティア扱いとなっていた。
2018年4月より母校の東邦高校にて保健体育担当の教諭となる。現在も同高校硬式野球部のコーチを務めており、大会中にはスコアラー役も務め、第91回選抜高等学校野球大会での30年ぶりの優勝に貢献した。

## 選手としての特徴
最速140km/h台後半のストレート、変化球はカーブ、カットボール、スライダー、フォークボールを投げる。

## 人物
練習試合で、江川智晃（三重県立宇治山田商業高等学校）に自信を持って投げ込んだ外角直球を本塁打されて、レベルの違いを感じたことを野球生活での一番の思い出として挙げている。
入団当時は亀田興毅に似ていることを売りにしていた。しかし、同僚だった小笠原道大からは「お前はピエロだ」と言われ、高校時代の監督にも窘められたことから亀田パフォーマンスを封印した。
現役時代に始めたブログは本人による現役引退発表の場となり、さらに引退後も更新を続けている。その中では各地の野球教室に参加した事などを記している。

## 詳細情報

### 年度別投手成績
| 年 度     | 球 団     | 登 板 | 先 発 | 完 投 | 完 封 | 無 四 球 | 勝 利 | 敗 戦 | セ 丨 ブ | ホ 丨 ル ド | 勝 率 | 打 者 | 投 球 回 | 被 安 打 | 被 本 塁 打 | 与 四 球 | 敬 遠 | 与 死 球 | 奪 三 振 | 暴 投 | ボ 丨 ク | 失 点 | 自 責 点 | 防 御 率 | W H I P |
| --------- | --------- | ----- | ----- | ----- | ----- | -------- | ----- | ----- | -------- | ----------- | ----- | ----- | -------- | -------- | ----------- | -------- | ----- | -------- | -------- | ----- | -------- | ----- | -------- | -------- | ------- |
| 2006      | 日本ハム  | 2     | 2     | 0     | 0     | 0        | 0     | 1     | 0        | 0           | .000  | 39    | 8.1      | 9        | 2           | 5        | 1     | 0        | 7        | 1     | 0        | 7     | 7        | 7.56     | 1.68    |
| 2007      | 日本ハム  | 5     | 5     | 1     | 1     | 0        | 2     | 1     | 0        | 0           | .667  | 119   | 30.0     | 27       | 3           | 7        | 0     | 0        | 11       | 1     | 0        | 8     | 8        | 2.40     | 1.13    |
| 2011      | 中日      | 1     | 0     | 0     | 0     | 0        | 0     | 0     | 0        | 0           | ----  | 5     | 1.0      | 0        | 0           | 2        | 0     | 0        | 1        | 0     | 0        | 0     | 0        | 0.00     | 2.00    |
| 通算：3年 | 通算：3年 | 8     | 7     | 1     | 1     | 0        | 2     | 2     | 0        | 0           | .500  | 163   | 39.1     | 36       | 5           | 14       | 1     | 0        | 19       | 2     | 0        | 15    | 15       | 3.43     | 1.27    |

### 記録
- 初登板・初先発登板：2006年8月6日、対西武ライオンズ14回戦（インボイスSEIBUドーム）、5回2/3を5失点で敗戦投手
- 初奪三振：同上、1回裏に和田一浩から空振り三振
- 初勝利・初先発勝利・初完投勝利・初完封勝利：2007年5月19日、対福岡ソフトバンクホークス10回戦（福岡Yahoo! JAPANドーム）

### 背番号
- 35 （2006年 - 2010年）
- 206 （2011年 - 同年途中）
- 97 （2011年途中 - 同年終了）
- 62 （2012年）